# Iván Mayo
Iván Mayo Román (* 23. Juni 1910 in Quillota; † 22. Januar 1979 in Santiago de Chile) war ein chilenischer Fußballspieler.

## Karriere
Iván Mayo, Spitzname Chincolito (dt. Morgenammer), wurde als Sohn eines spanischen Vaters und einer argentinischen Mutter in Quillota geboren. Sein älterer Bruder Liborio war einer der Mitgründer vom Verein CD San Luis de Quillota, in dem Iván Mayo 1925 als 15-Jähriger in der ersten Mannschaft Fußball und auch Basketball spielte. 1928 nahm der Stürmer an einer Tour nach Lima von Deportes Santiago und 1929 an einer Tour nach Buenos Aires mit Combinado Universitario teil. Mit San Luis gewann Mayo zahlreiche regionale Titel und wechselte 1932 in die Hauptstadt zum CSD Colo-Colo, bei dem er an der Seite von Guillermo Subiabre spielte.
Der nächste Karriereschritt kam schon 1933, als er nach Argentinien zu Vélez Sarsfield wechselte. In Argentinien waren zu dem Zeitpunkt die Strukturen deutlich professioneller als in Chile. Dort war der Stürmer sogar Kapitän und erzielte in 108 Partien 46 Tore. Er gilt als erster Chilene, der im professionellen Fußball in Argentinien erfolgreich war. Nach einer schweren Verletzung im Spiel gegen River Plate durch einen uruguayischen Verteidiger kehrte Mayo nach Chile zurück und spielte in der nach seinem Abgang gegründeten Primera División für Santiago Morning. Später spielte er noch für Deportes Iberia und beendete seine Karriere schließlich bei San Luis.
Für die chilenischer Nationalmannschaft und speziell für den Campeonato Sudamericano 1935 wurde Iván Mayo nicht nominiert, weil der chilenische Verband zu der Zeit keine im Ausland spielende Fußballer akzeptierte. Nach seiner Karriere als Fußballspieler verwaltete Mayo das Estadio Municipal Lucio Fariña Fernández in Quillota. 1979 starb der frühere Offensivspieler und wurde im Mausoleum von Colo-Colo auf dem Cementerio General de Santiago in Santiago begraben.

## Erfolge
San Luis de Quillota
- Primera División (Quillota): 1925, 1928, 1929
- Copa Sporting (Quillota): 1927, 1928, 1929
- Copa Confraternidad Chileno Peruana: 1928